# Кирейко, Виталий Дмитриевич
Виталий Дмитриевич Кирейко (укр. Віталій Дмитрович Кирейко; 23 декабря 1926, Широкое, Криворожский округ — 19 октября 2016, Киев) — советский и украинский композитор, педагог, музыкально-общественный деятель, Заслуженный деятель искусств Украинской ССР (1977), Народный артист Украинской ССР (1977), лауреат премии имени Н. В. Лысенко (1985).

## Биография
Родился 23 декабря 1926 года в семье сельских интеллигентов: отец был школьным учителем, мать — воспитательницей дошкольных учреждений. Отец, имея музыкальное образование (окончил музыкальный техникум), везде, где ему приходилось учительствовать, организовывал школьные или сельские хоры. Поэтому будущий композитор в детские годы имел возможность услышать хоровые произведения М. Леонтовича, М. Вериковского, Н. Лысенко, а также украинские народные песни.
Обучался в средней школе города Кобеляки Полтавской области (1935—1941). В 1949 году окончил Киевскую консерваторию по классу композиции Л. Н. Ревуцкого (1944—1949), там же — аспирантуру (1952). Для выпуска пятого курса начинающий композитор создал первое произведение большой формы — кантату «Мать» на слова М. Рыльского.
В 1949—1988 годах — преподаватель, доцент (1961), профессор (1978) Киевской консерватории. Кандидат искусствоведения (1953).

## Творческая деятельность
Значимой вехой в творчестве композитора и его первой серьёзной творческой победой стала опера «Лесная песня» (1957) по драме-феерии Леси Украинки. В 1959 году создал балет «Тени забытых предков», став первым из мастеров искусств, кто обратился к одноимённой повести М. Коцюбинского. Неоднократно обращался к произведениям Т. Г. Шевченко. Несколько значительных произведений на стихи поэта появились в 1960-е годы. Среди них — женский хор «Над Днепровской сагой» (1964), романс «Тополь» и одноактный балет «Ведьма» (1967) по одноимённой поэме Т. Шевченко. Памяти великого Кобзаря он посвятил смешанный хор без инструментального сопровождения «Шевченко» (1964) на слова М. Рыльского.
Среди его инструментальных произведений особенно выделяется Концерт для скрипки и виолончели с оркестром (1971) — один из первых украинских двойных концертов. Талант театрального композитора проявился в двухактном балете «Оргия» (1976) по драме Леси Украинки и балете «Солнечный камень» (1982) по мотивам легенд Донецкого края. Новой страницей программной творчества композитора стала симфоническая поэма «Дон Кихот» (1980). Самым значительным произведением мастера в 2000-е годы стала опера-драма «Боярыня» (2003) по одноимённой драматической поэме Леси Украинки. Проводя параллели между судьбой Оксаны и судьбой Украины, композитор сумел показать, как на фоне трагически противоречивой эпохи в истории Украины разворачивается и человеческая драма.

### Произведения
Оперы
- «Лісова пісня» (собственное либретто по драме-феерии Леси Украинки, 1957).
- «У неділю рано зілля копала» (либретто М. Зоценко по повести О. Кобылянской, 1966).
- «Марко в пеклі» (собственное либретто по драме И. Кочерги, 1966).
- «Вернісаж на ярмарку» (либретто Е. Яворского и Н. Некрасовой по пьесе Г. Квитки-Основьяненко, 1985).
- «Бояриня» (по драматичной поэме Леси Украинки, 2008).

Балеты
- «Тіні забутих предків» (либретто Ф. Коцюбинского и Н. Скорульськой по повести М. Коцюбинского, 1960).
- «Відьма» (либретто В. Нероденко по поэме Т. Шевченко, 1967).
- «Оргія» (либретто Н. Скорульськой по драматической поэме Леси Украинки, 1977).
- «Сонячний камінь» (либретто Е. Кушакова, 1982).

Вокально-симфоничные и симфоничные произведения
- Кантата «Пам’яті М. Кропивницького» (сл. М. Рыльского, 1965) и др.
- 10 симфоний (1952, 1964, 1968, 1970, 1975, 1977, 1986, 1992 — «Класична», 1994, 2002).
- Увертюры, сюита «Українські танці» (1958), поэма «Дон Кіхот» (1981) и др..
- Симфониетта для струнного оркестра (1971).
- Концерты для инструментов с оркестром — для виолончели (1961), скрипки (1967), двойной для скрипки и виолончели (1971); Поэма для фортепьяно с оркестром (1973).

Камерно-инструментальные произведения
- Фортепьянное трио (1976), Фортепьянный квинтет.
- Произведения для струнного квартета.
- Произведения для фортепиано, в том числе 24 детские пьесы (1962), 7 сонат.

Вокальные произведения
- Цикл «Барви легенд» (сл. А. Нименко, 1973).
- Романсы на сл. Т. Шевченко, Леси Украинки, И. Франко и др.
- Хоры на сл. Г. Сковороды, Т. Шевченко, А. Пушкина, И. Гёте, М. Рыльского, П. Тычины, М. Танка, Г. Гервега и др.
- Песни; обработки народных песней.

Прочее
- Музыка к театральным постановкам.

### Музыковедческие работы
- Украинские народные песни в обработках советских композиторов для голоса и фортепиано (диссертация, 1953).
- Статьи в научных сборниках и прессе.

## Награды
- орден «За заслуги» ІІІ степени (2001);
- орден «Знак Почёта» (22.07.1982);
- медаль «За трудовую доблесть» (24.11.1960);
- Заслуженный деятель искусств Украинской ССР (1977);
- Народный артист Украинской ССР (1977);
- лауреат премии имени Н. В. Лысенко (1985).